# Vilém Goppold von Lobsdorf
Vilém Goppold von Lobsdorf né le 28 mai 1869 et mort le 15 juin 1943 à Prague, est un escrimeur tchèque ayant représenté le royaume de Bohême aux Jeux olympiques. Il pratique l'épée, le fleuret et le sabre, son arme de prédilection, avec laquelle il remporte deux médailles de bronze olympiques, aux Jeux olympiques de Londres en 1908. Son nom est lié au club du CSK Riegel à Prague dont il a été le président. Il est le père de deux autres escrimeurs olympiques : Karel Goppold et Vilém Goppold, Jr.

## Biographie
En 1895, Goppold von Lobsdorf participe à un tournoi international à Prague, réunissant de nombreux tireurs italiens. Alors inconnu du milieu, il se classe deuxième de la compétition. 
Au cours des qualifications pour les Jeux olympiques de Londres en 1908, il signe quinze victoires sans défaite et participe donc au tournoi final organisé au Royaume-Uni, à l'âge avancé de 39 ans. La compétition individuelle se déroule en quatre tours de poules. Il domine le premier tour avec sept victoires sans défaite, est premier ex æquo de la seconde et de la troisième, validant son billet pour la poule finale comptant cinq tireurs de Hongrie. Il est le seul à parvenir à troubler la suprématie hongroise, arrachant notamment un match nul au futur champion invaincu dans cette poule Jenő Fuchs. Il est également battu par le médaillé d'argent, Béla Zulavszky, et empoche la médaille de bronze. Par équipes, la Bohême dispose des Pays-Bas et de la France puis perd la finale contre les invincibles Hongrois. L'Italie, vainqueur du tournoi de consolation, prend la médaille d'argent. Avec ses deux fils, il participera aux Jeux olympiques de Stockholm en 1912, prenant la septième place à l'épée par équipes et la quatrième au sabre par équipes. Entretemps il remporte le titre national au sabre individuel en 1909, 1910 et plus tard en 1913.
On ignore quelles occupations Goppold von Lobsdorf aura durant la première guerre mondiale, qui l'éloigne de l'escrime. Entre-deux-guerres, il perd de vue son fils Vilém Jr., qui s'installe en Allemagne pour rejoindre sa future épouse, et germanise son prénom en Wilhelm. Pendant la seconde guerre mondiale, Wilhelm s'engage comme volontaire dans l'armée allemande, ce qui blesse profondément son père, nationaliste tchèque. L'annexion de la Bohême par l'Allemagne nazie précipite Goppold von Lobsdorf dans la misère. Ce dernier ne cache pas son hostilité contre le protectorat mis en place, et la perte de la souveraineté de son pays, devenu un État-fantoche. Il se plaint notamment que les actes du gouvernement soient rédigés en allemand. Il meurt en 1943, à l'âge de 74 ans, dans un grand dénuement. Son autre fils, Karel, s'est suicidé en 1941. La date du décès de Wilhelm est inconnue, bien qu'il soit probablement mort durant la guerre.